# Mauro Esposito
Mauro Esposito, född 13 juni 1979 i Torre del Greco, är en italiensk före detta fotbollsspelare. Under sin karriär har han representerat bland annat Pescara Calcio, Udinese Calcio, Cagliari Calcio och AS Roma. Esposito har även gjort sex landskamper för Italiens fotbollslandslag.

## Internationell karriär
Esposito gjorde sin debut i det Italiens landslaget den 9 oktober 2004 i en kvalmatch till Fotbolls-VM 2006 mot Slovenien. Han blev senare uttagen av Marcello Lippi till den första VM-truppen men klarade inte sig fram till den slutgiltiga truppen valdes.
Esposito blev uttagen av den landslagstränaren Roberto Donadoni till en vänskapsmatch mot Kroatien den 16 augusti 2006, där Italien förlorade med 0–2.